# Mădărășeni, Mureș
Mădărășeni este un sat în comuna Iclănzel din județul Mureș, Transilvania, România.